# Настасен
Настасен (д/н — 310 до н. е.) — цар Куша в 335—310 роках до н. е.

## Життєпис
Відомо, що його матір'ю була Пелха. Втім стосовно батька існують суперечності. Одні дослідники вважають, що ним був Гарсіотеф, про якого згадується порач з Пелха. Втім інші вважають, що Пелха після смерті Гарсіотефа стала дружиною Піанхалари. На самій стелі Настасена вказано, що він перебрав могуть від Піанхалари. Це може свідчити як про родинний зв'язок, так й про те, що Настасен повалив Аманібахі, який з огляду на цю теорію був сином піанхалари, тому Настасен перебрав владу і силу від роду останнього.
У будь-якому разі посів трон близько 335 року до н. е. Одружився з Сахмахз, зведеною сестрою або стрийнею Настасена. Більшість відомостей про його панування міститься на сетлі заввишки 1,63 м, що колись стояла в храмі Амона на скелі Джебель-Баркал. У верхній частині стели знаходиться портретне зображення фараона, а його матері-цариці Пелхі і дружини. Потім повідомляється про церемонію сходження на трон в Напаті. Далі його статус підтвердив оракул в Каві.
За його панування відбувається занепад Перської держави внаслідок походів Александра Македонського. 330 року до н. е. зіткнувся з вторгненням Сененсетепенптаха, фараона Єгипту. Настасен відбив напад, захопивши багато здобичі, зокрема судна, що рухалися Нілом.
Наприкінці панування мусив придушувати повстання кочівників в області Медед. Також відбив кілька нападів на регіон навколо столиці Мерое.

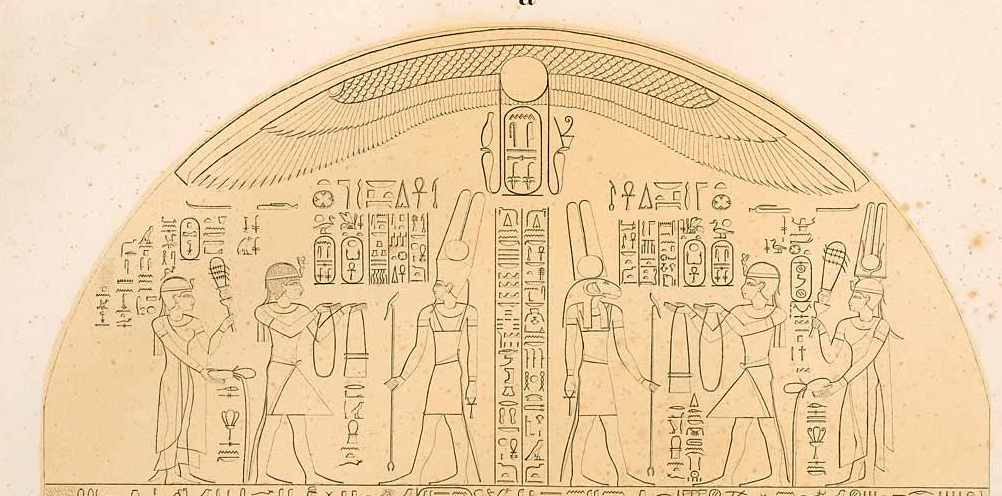
Верхня частина стели Настасена

Помер, за різними відомостями, між 315 та 310 роками до н. е. Поховано в піраміді № 15 в Нурі. Тут знайдено два артефакти, пов'язані з ім'ям Настасена — срібна рукоятка дзеркала з вигравіюваним ім'ям і дві ушебті царя. Ця піраміда є останнім з поховань царів Куша в Нурі. Йому спадкував Актісанес.